# Reggesteyn
CSG Reggesteyn is een christelijke scholengemeenschap in het Overijsselse Nijverdal en Rijssen. De scholengemeenschap bestaat uit drie vestigingen: twee in Nijverdal en één in Rijssen. Op Reggesteyn worden alle niveaus van voortgezet onderwijs gegeven.

## Geschiedenis
De geschiedenis van Reggesteyn gaat terug naar 1917 toen Berend Westera (1874-1952) als onderwijspionier een ULO in Hellendoorn oprichtte. Deze opgerichte ULO was de eerste vorm van voortgezet onderwijs in de gemeente Hellendoorn. Deze gereformeerde ULO is in 1965 gefuseerd met de Christelijk Nationale ULO. Er heeft tot 1926 ook een openbare ULO in Nijverdal bestaan. Alle school-initiatieven en school-fusies moeten bezien worden in het licht van de verzuiling. Zo heeft er een Rooms-katholieke huishoudschool bestaan en een Landbouwschool. Na de Tweede Wereldoorlog heeft Nijverdal twee landbouwhuishoudscholen, een landbouwschool, later verworden tot LTS, twee ULO’s en een textielschool. Allen van verschillende signatuur. De textielschool is later opgeheven. Uit de LTS in Nijverdal is na een fusie met de huishoudscholen een openbare school ontstaan met de naam College Nieuwland. Het openbare College Nieuwland, waarin de openbare en Rooms-katholieke voorbereidende beroepsopleidingen zich hadden verenigd zijn in 1994 opgeslokt door Reggesteyn. In 1973 werd College Noetsele aan de Noetselerbergweg gebouwd. Naast een havo kwam er VWO eerst een atheneum, later uitgebreid met technasium en gymnasium.
Al deze scholen in Nijverdal en Rijssen monden na verschillende fusies uit in wat nu CSG Reggesteyn heet.

## Vestigingen

### Vestiging Noetselerbergweg, Nijverdal
De vestiging Noetselerbergweg is de hoofdvestiging. Bestuur, directie en andere bestuursraden zijn hier gevestigd. De locatie telt 1011 leerlingen. havo en vwo zijn de richtingen die hier worden gegeven.
Op deze vestiging worden de volgende extra vakken onderwezen: Chinese taal en cultuur, Informatica en Technasium. Er werd tot in 2011 ook Spaans gegeven, maar dit is stopgezet.
In 2013 heeft de school een semipermanente noodbouw op het sportveld gebouwd met 6 lokalen, om het lokalentekort op te vangen.

### Vestiging Willem de Clercqstraat, Nijverdal
Hier wordt nog alle lagen en richtingen vmbo onderwezen. In verband met de landelijke vernieuwing vmbo heeft de school besloten om alle praktijkrichtingen van het vmbo te verplaatsen naar Rijssen. Alleen theorie ((G)TL) wordt vanaf 2015 nog hier gegeven. Vestiging "C" heeft 396 leerlingen.

### Vestiging Rijssen
Op deze locatie worden alle lagen van het praktijkonderwijs, vmbo, en de onderbouw van de havo en het vwo onderwezen. Het gebouw huisvest bijna 1300 leerlingen en is qua lokalenaantal de grootste vestiging van de drie. Het is ook het nieuwste, nadat de oude vestiging Rijssen, een VMBO locatie, in 2005 is afgebrand.

## Samenwerking
De school heeft nauwe samenwerkingsverbanden met onder andere CSG Het Noordik in Almelo. Dit komt door de aanwezigheid van het Technasium. Ook is de school aangesloten bij "Socrates" waar onder andere Het Noordik en Het Stedelijk Lyceum uit Enschede bij aangesloten zijn.

## Bekende oud-medewerkers en -leerlingen
- Bernard Kobes, oud-burgemeester; docent maatschappijleer van 1975-1986